# Nor Armavir
Nor Armavir (en arménien Նոր Արմավիր) est une communauté rurale du marz d'Armavir, en Arménie. Elle compte 2 136 habitants en 2009.